# Нікулінське сільське поселення (Сладковський район)
Ніку́лінське сільське поселення (рос. Никулинское сельское поселение) — муніципальне утворення у складі Сладковського району Тюменської області, Росія.
Адміністративний центр — село Нікуліно.

## Історія
3 листопада 1923 року були утворені Катайська сільська рада та Нікулінська сільська рада. 14 червня 1954 року ліквідовано Катайську сільраду.
2004 року Нікулінська сільська рада перетворена в Нікулінське сільське поселення.

## Населення
Населення — 562 особи (2020; 585 у 2018, 680 у 2010, 809 у 2002).

## Склад
До складу поселення входять такі населені пункти:
| Населений пункт     | Населення, осіб (2002) | Населення, осіб (2010) |
| ------------------- | ---------------------- | ---------------------- |
| Катайськ, присілок  | 210                    | 169                    |
| Нікуліно, село      | 569                    | 493                    |
| Щербаково, присілок | 30                     | 18                     |